# DP Bierman
Pour les articles homonymes, voir Bierman.
DP Bierman (né le 22 juin 1983) est un archer sud-africain.

## Biographie
En 2013, il remporte l'argent des épreuves de tir à l'arc par équipe homme lors des championnats du monde. Durant la même année, il remporte l'argent lors de l'épreuve de la Coupe du monde de Wrocław.

## Palmarès
- Championnats du monde[1]
  -  Médaille d'argent à l'épreuve par équipe homme aux championnats du monde 2013 à Belek (avec Gabriel Badenhorst et Patrick Roux).

- Coupe du monde[1]
  -  Médaille d'argent à l'épreuve par équipe homme à la coupe du monde 2013 de Wrocław.

- Championnats d'Afrique du Sud[1]
  -  Médaille d'or à l'épreuve individuelle homme aux championnats d'Afrique du Sud de 2014.